# ASK Vorwärts Potsdam
Der Armeesportklub Vorwärts Potsdam (ASK Potsdam) war ein Armeesportklub der NVA mit Sitz in Potsdam. Er wurde am 1. Oktober 1956 durch Ausgliederung der Sektionen Leichtathletik, Turnen, Kanurennsport, Moderner Fünfkampf und Reitsport aus dem ASK Vorwärts Berlin gegründet. Er entwickelte sich zu einem der erfolgreichsten Sportklubs der DDR und diente als eines der wichtigsten Leistungszentren für die in der DDR bedeutenden Sportarten Leichtathletik und Kanurennsport. 
Sportler des ASK gewannen bei Olympischen Spielen, Weltmeisterschaften und Europameisterschaften mehr als 100 Medaillen. Zu den bekanntesten Sportlern des Klubs zählten die mehrfachen Kanu-Olympiasieger Birgit Fischer, Kay Bluhm, Jürgen Eschert und Torsten Gutsche sowie zahlreiche Leichtathleten wie der Geher Peter Frenkel, der Läufer Hans Grodotzki, der Fünfkämpfer Klaus Petrikowski, der Schwimmer Uwe Daßler, der Speerwerfer Uwe Hohn und der Kugelstoßer Udo Beyer aber auch der Fechter Ingo Weißenborn.
Das Sportklubgelände befand sich am Luftschiffhafen Potsdam. 
Bis 1977 bestand parallel zum ASK die ASG Vorwärts Potsdam, die für den Standort Potsdam eine Fußballsektion betrieb. Der ASK Vorwärts wurde nach der Wiedervereinigung 1990 aufgelöst. Die Kanu-Abteilung wurde in den Kanu-Club Potsdam im OSC Luftschiffhafen und später in den Kanu-Club Potsdam umgewandelt, der bis heute zu den erfolgreichsten Kanu-Vereinen der Welt zählt.